# タイミングチェーン

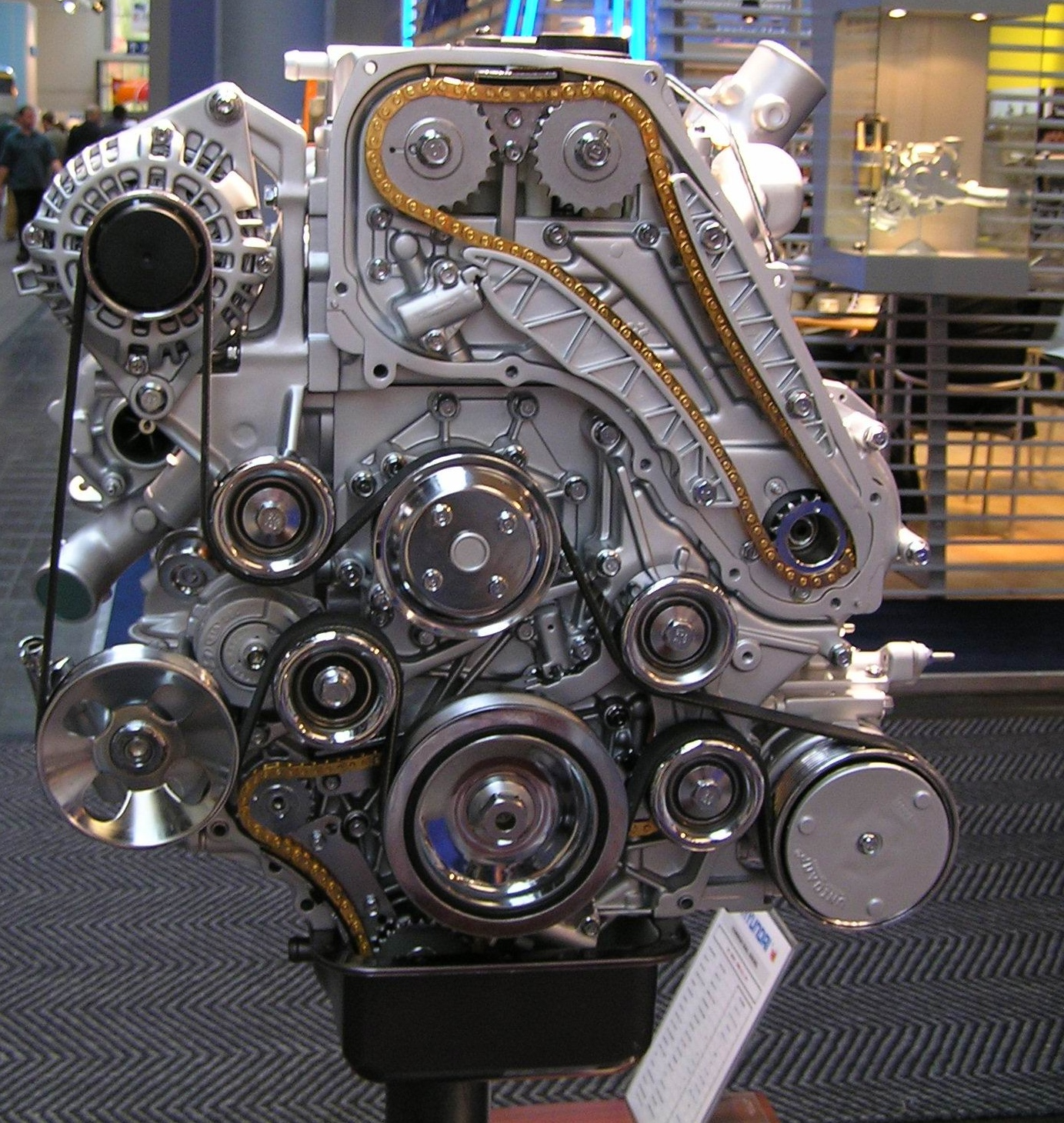
自動車用エンジンのタイミングチェーン（右上の金色のチェーン、現代自動車）

タイミングチェーンとは、回転系を持つ機械において動力伝達と同期を司る部品の呼称である。金属製のローラーチェーンで、ファクトリーオートメーションや自動車、オートバイなどのエンジンに用いられている。

## 概要
カムシャフトを駆動するための部品。1980年代以降、高性能なタイミングベルトの登場により、タイミングベルトに比べコストや静粛性等に劣るタイミングチェーンが使われることは少なくなっていた。しかし、2000年代以降、ベルトよりコスト高であることに代わりはないが、チェーンのコマとローラーを小型化するなどの改良によって騒音は大きく低減されており、抵抗の少なさ、軸方向の寸法の小ささ、耐久性（信頼性）などでタイミングベルトより優れることから、再び主流となっている。

## 歴史

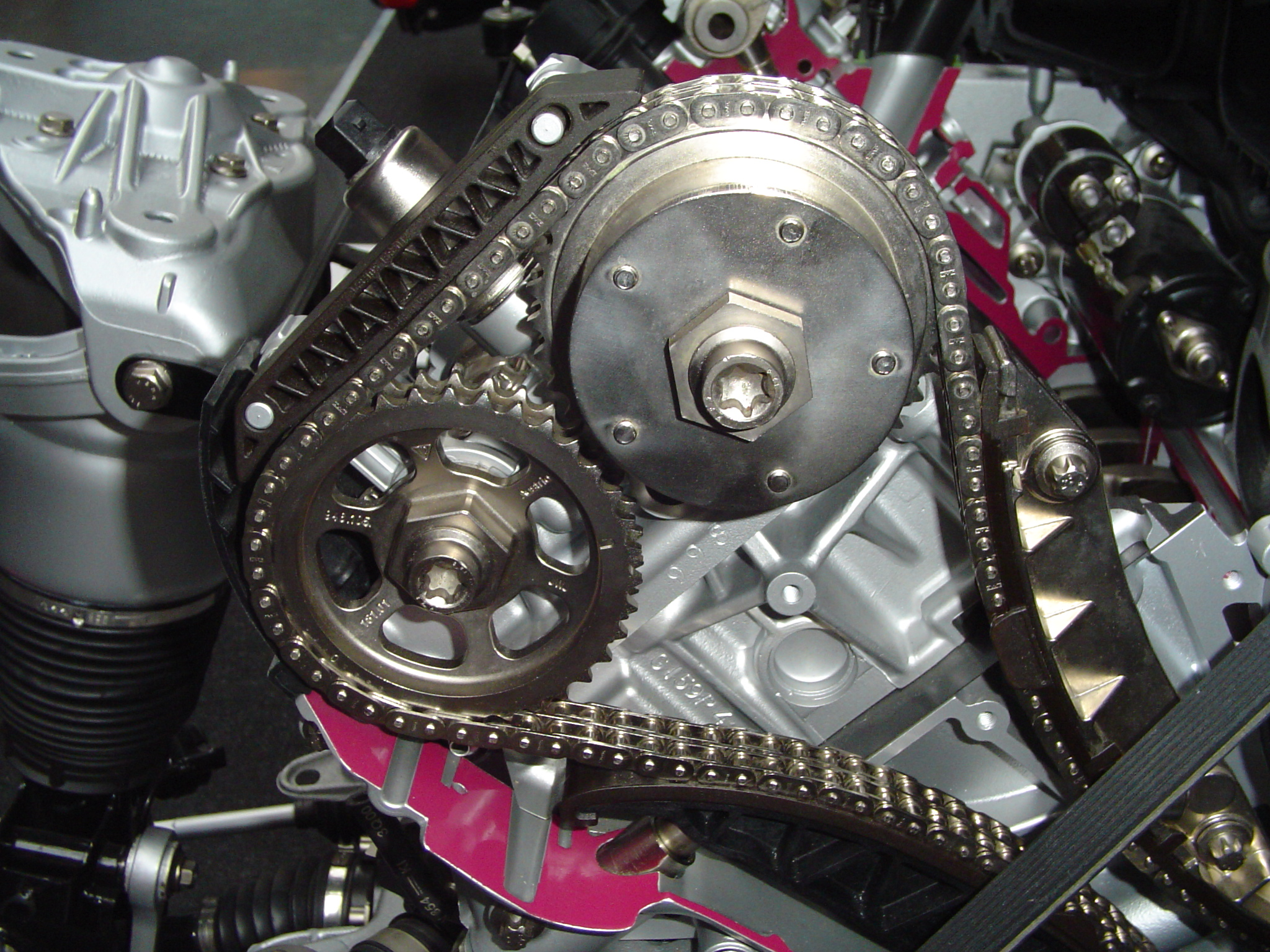
タイミングチェーン

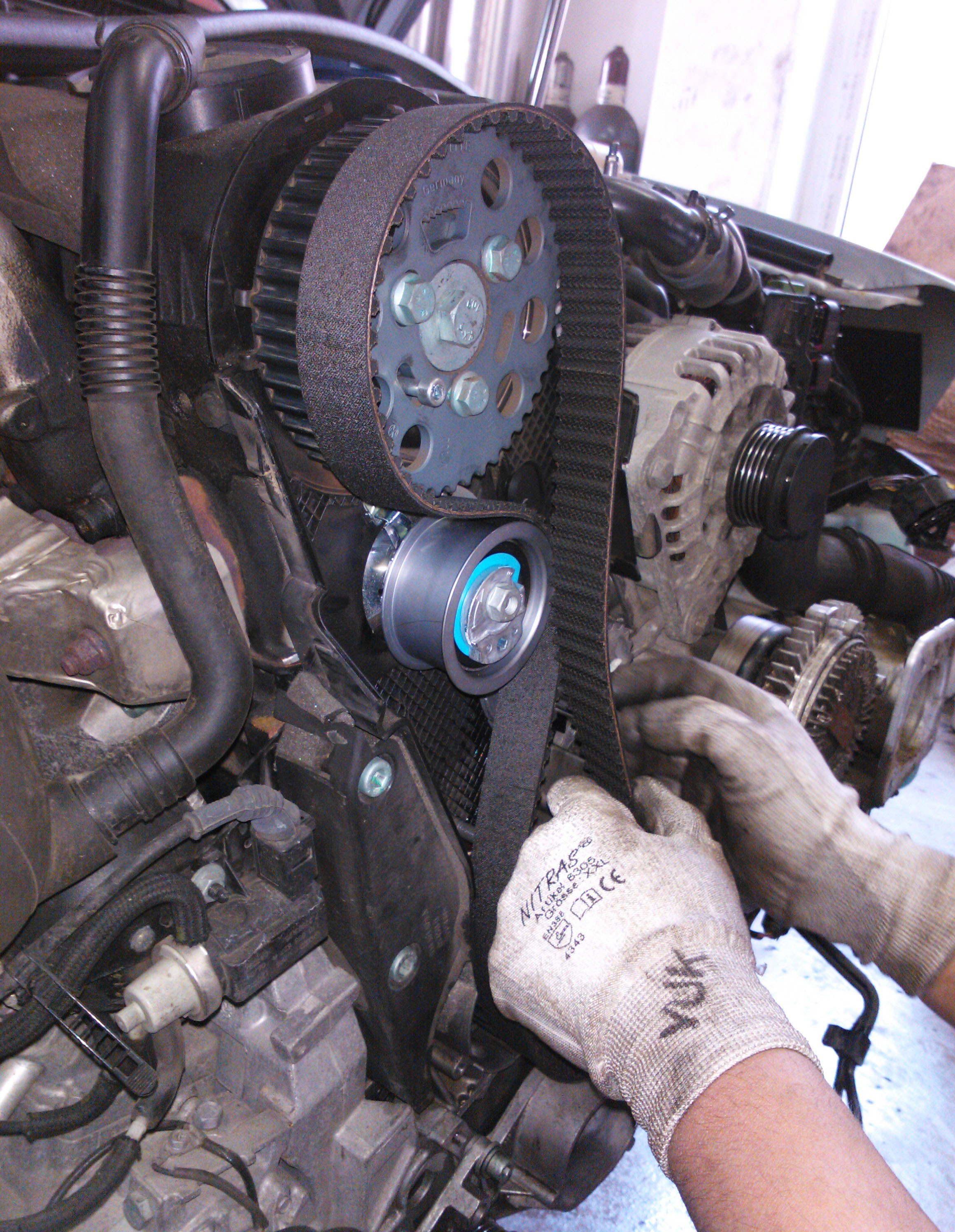
タイミングベルト
10万km走行で交換が必要とされていた。

OHC（SOHC、DOHC）エンジンおよび一部のハイカムシャフトOHVエンジンでは、カムシャフトの駆動にベベルギアやギアトレインが使用されていた。これはコストがかかり量産車には不向きである上、騒音も少なくなかった。
ローラーチェーンやサイレントチェーンの開発によって、これらによるカムシャフトの駆動が一般化し、OHC自体も徐々に市販車へ浸透していった。かつてはゴムベルトの耐久性が弱く、とても実用にならなかったため、ピッチ精度に多少問題があってもタイミングチェーンを用いるのが一般的であった。しかしその後技術の進歩により、ゴム製のベルトでも十分な同期精度と耐久性を確保することが出来るようになったため、コストがケタ違いに低く、静粛性に優れるタイミングベルトに取って代わられた。小型のディーゼルエンジンでは噴射ポンプの駆動にもタイミングベルトを用いるものが現れた。
しかし、タイミングベルトは定期的な交換を要し、推奨交換時期以前でも運転中に切れてバルブクラッシュを起こしてエンジンを壊すこともある。また、必要な強度を確保するためベルトの幅が広く、無理な屈曲にも弱いためプーリー径もやや大きくなるなどの欠点も併せ持っていた。そこで1990年代以降、エンジンの小型化とメンテナンスフリー化をより推し進めるため、一部の機種から従来のタイミングチェーンに比べて低騒音で格段に細いタイミングチェーンの採用が始まり、その後着実に採用機種を拡大している。2007年に世界で生産された自動車のうち約50%にタイミングチェーンが使用されているが、日本生産車ではタイミングベルトはごく一部の旧型エンジンなどに残るのみで、ほとんどがタイミングチェーンに移行しつつある。ディーゼルエンジンでは油中へのススの混入の関係でチェーンへの移行はガソリンエンジンに比べ遅れていたがタイミングチェーンの材質、表面処理の改良により移行が進んでいる。
これらは、前述したように金属製のためゴムに比べて伸びが小さく耐久性に優れるほか、工作精度の向上によってピッチ精度が実用十分な程度まで上がったこと、および動作音が従来のチェーンと比べて騒音の少ないサイレントチェーンが作られたこと、横置きエンジン式前輪駆動が大きく普及しエンジン全長の短縮が求められたことなどがその要因である。
チェーンとベルトの違いで最も大きい点は、タイミングベルトは約10万キロが交換の目安とされているのに対し、タイミングチェーンは交換寿命が約30万キロと、ほぼ廃車まで交換しなくて良いメンテナンスフリーの部品という点である。さらに「切れることがない＝バルブクラッシュを考慮しなくてもよい」という事なので、ピストンにバルブクラッシュ防止のバルブリセスを深く掘る必要がなくなる。これによりターボエンジンや高出力NAにおけるバルブリセス付近の熱滞留が無くなり、ノッキングの減少、熱害低減によるピストンの耐久性向上、理想的な燃焼室形状の採用による燃焼効率の向上などの効果も得ることができるようになった。
前述の設計寿命を超える走行を行う個人タクシーや、タイミングチェーン自体の設計や品質が悪い場合、チェーンが伸びて異音を発する、バルブタイミングが狂いエンジンの始動が困難になる等の不具合が発生する。その場合はタイミングチェーンを交換する必要があるが、基本的には交換を前提としていない部品であり、部品代及び工賃はタイミングベルト式に比べてはるかに高額となり、メーカー保証の期間外であればユーザーへの負担は大きい。車両の設計によっては、車両からエンジンを取り外して整備を行う必要があるなど、整備する側の負担も少なくない。またチェーン式はフロントカバーで覆うためフロントカバーのパッキン類の交換も必須となる場合がありそれだけでも複雑である。
またタイミングチェーンはベルトと異なりオイルを介して潤滑を行う事からオイル中の異物の影響を受け、摩耗による伸びに関係してくる。特にススが混入しやすいエンジン（主にディーゼルエンジンやガソリン直噴エンジン）では影響を受けやすい。このためオイル管理はタイミングベルトと比べて重要度が高い。